# Acacia mooreana
Acacia mooreana är en ärtväxtart som beskrevs av William Vincent Fitzgerald. Acacia mooreana ingår i släktet akacior, och familjen ärtväxter. Inga underarter finns listade i Catalogue of Life.